# 德魯日尼亞
50°37′39″N 29°52′19″E / 50.62750°N 29.87194°E

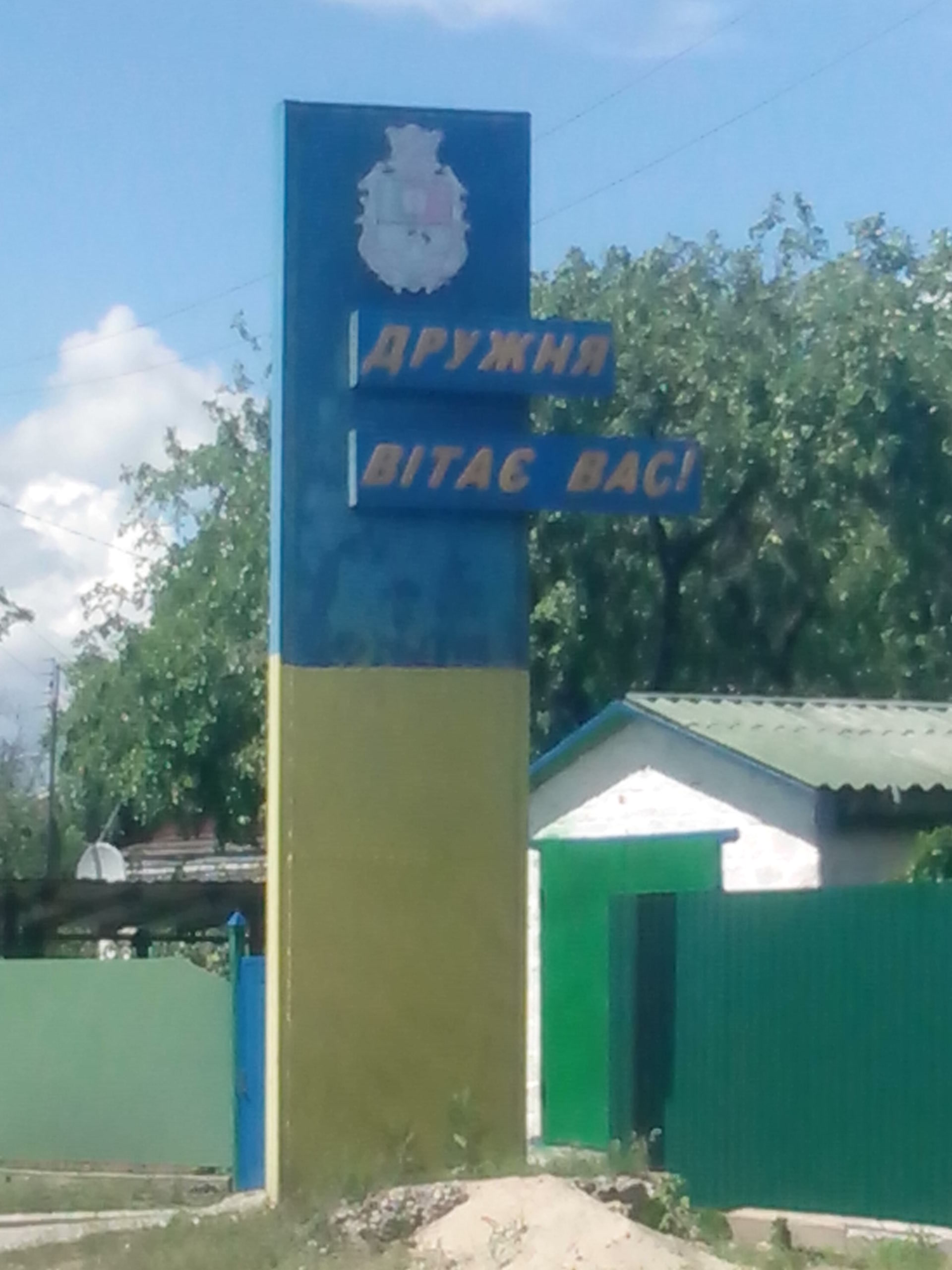

德魯日尼亞（烏克蘭語：Дружня）是位於烏克蘭北部的村莊，由基辅州布恰区的博罗江卡市镇負責管轄。該村面積39平方公里，海拔高度148米，2001年人口1,803，人口密度每平方公里46.2人。